# Lista de prefeitos de Viamão
Esta é a lista de prefeitos e vice-prefeitos do município de Viamão, estado brasileiro do Rio Grande do Sul.

## Governantes do período imperial (1854 — 1889)
| Nº | Nome                          | Imagem | Partido | Início do mandato       | Fim do mandato          | Observações                                           |
| 1  | José dos Santos Abreu         |        | PDP     | 14 de setembro de 1854  | 31 de outubro de 1856   | Intendente Municipal eleito pela Câmara de Vereadores |
| 2  | Jorge Cailar Barreto Viana    |        | PDP     | 1° de novembro de 1856  | 25 de fevereiro de 1858 | Intendente Municipal eleito pela Câmara de Vereadores |
| 3  | Antônio Campos da Ávila       |        | PDP     | 26 de fevereiro de 1858 | 14 de março de 1860     | Intendente Municipal eleito pela Câmara de Vereadores |
| 4  | Acrísio Martins Prates        |        | PDC     | 15 de março de 1860     | 14 de março de 1866     | Intendente Municipal eleito pela Câmara de Vereadores |
| 5  | Idalino Fernandes de Oliveira |        | PDC     | 15 de março de 1866     | 14 de março de 1871     | Intendente Municipal eleito pela Câmara de Vereadores |
| 6  | Acrísio Martins Prates        |        | PDC     | 15 de março de 1871     | 14 de março de 1875     | Intendente Municipal eleito pela Câmara de Vereadores |
| 7  | Josué Silveira da Luz         |        | PDC     | 15 de março de 1875     | 14 de março de 1880     | Intendente Municipal eleito pela Câmara de Vereadores |
| 8  | Felisberto Luiz de Barcellos  |        | PDC     | 15 de março de 1880     | 14 de março de 1884     | Intendente Municipal eleito pela Câmara de Vereadores |
| 9  | Tristão José de Fraga         |        | PR      | 15 de março de 1884     | 14 de novembro de 1889  | Intendente Municipal eleito pela Câmara de Vereadores |

## Governantes do período republicano (1889–presente)
| Nº | Nome                           | Imagem                        | Partido            | Vice-prefeito                          | Início do mandato       | Fim do mandato                                        | Observações                                                                                            |
| 1  | Tristão José de Fraga          |                               | PR                 | —                                      | 15 de novembro de 1889  | 14 de novembro de 1895                                | Intendente nomeado pelo Governador do Estado José Antônio Corrêa                                       |
| 2  | Felisberto Luiz de Barcellos   |                               | PRR                | —                                      | 15 de novembro de 1895  | 1º de outubro de 1910                                 | Intendente nomeado pelo Governador do Estado Júlio de Castilhos                                        |
| 3  | Rafael Eduardo Barcellos       |                               | PRR                | —                                      | 2 de outubro de 1910    | 25 de janeiro de 1913                                 | Intendente nomeado pelo Governador do Estado Carlos Barbosa Gonçalves                                  |
| 4  | Felisberto Luiz de Barcellos   |                               | PRR                | —                                      | 26 de janeiro de 1913   | 25 de janeiro de 1928                                 | Intendente nomeado pelo Governador do Estado Borges de Medeiros                                        |
| 5  | Iván de Almeida Fernandes      |                               | PP                 | —                                      | 26 de janeiro de 1928   | 31 de janeiro de 1932                                 | Prefeito nomeado pelo governador do Estado Getúlio Vargas                                              |
| 6  | Antonio Lopes de Oliveira      |                               | PRL                | —                                      | 1º de fevereiro de 1932 | 29 de junho de 1932                                   | Prefeito nomeado pelo Governador do Estado Flores da Cunha                                             |
| 7  | José Rodrigues Sobral          |                               | PRL                | —                                      | 30 de junho de 1932     | 11 de outubro de 1932                                 | Prefeito nomeado pelo Governador do Estado Flores da Cunha                                             |
| 8  | José Diogo Brochado da Rocha   |                               | PRR                | —                                      | 13 de outubro de 1932   | 31 de dezembro de 1932                                | Prefeito nomeado pelo Governador do Estado Flores da Cunha                                             |
| 9  | Felício Augusto de Almeida     |                               | PRR                | —                                      | 1º de janeiro de 1933   | 25 de janeiro de 1935                                 | Prefeito nomeado pelo Governador do Estado Flores da Cunha                                             |
| 10 | Antônio Cailar Barreto Viana   |                               | PRR                | —                                      | 26 de janeiro de 1935   | 21 de maio de 1943                                    | Prefeito nomeado pelo Governador do Estado Flores da Cunha                                             |
| 11 | Carlos Velho Monteiro          |                               | PRD                | —                                      | 22 de maio de 1943      | 28 de setembro de 1945                                | Prefeito nomeado pelo Governador do Estado Cordeiro de Farias                                          |
| 12 | Napoleão de Almeida            |                               | PSD                | —                                      | 29 de setembro de 1945  | 5 de abril de 1947                                    | Prefeito nomeado pelo Governador do Estado Ernesto Dornelles                                           |
| 13 | Norberto Ignácio de Barcellos  |                               | PSD                | —                                      | 6 de abril de 1947      | 4 de janeiro de 1948                                  | Prefeito nomeado pelo Governador do Estado Walter Jobim                                                |
| 14 | Luiz Pinto Chaves Barcellos    |                               | PTB                | Francisco Pinto Guterres               | 5 de janeiro de 1948    | 30 de janeiro de 1951                                 | Prefeito e vice eleitos em sufrágio universal                                                          |
| 15 | Ponçalino Cardoso da Silva     |                               | PSD                | Francisco Pinto Guterres               | 31 de janeiro de 1951   | 30 de janeiro de 1956                                 | Prefeito e vice eleitos em sufrágio universal                                                          |
| 16 | Carlos Pinto Mennet            |                               | PTB                | Trajano Pinheiro Machado               | 31 de janeiro de 1956   | 30 de janeiro de 1960                                 | Prefeito e vice eleitos em sufrágio universal                                                          |
| 17 | Frederico Dihl                 |                               | PL                 | Normélio Pereira de Barcelos (PTB)     | 31 de janeiro de 1961   | 30 de janeiro de 1963                                 | Prefeito e vice eleitos em sufrágio universal                                                          |
| 18 | Carlos Pinto Mennet            |                               | MDB                | Edisson Schwartzhaupt                  | 31 de janeiro de 1964   | 15 de novembro de 1967                                | Prefeito e vice eleitos em sufrágio universal cujo titular renunciou o mandato                         |
| 19 | Edisson Schwartzhaupt          |                               | MDB                | —                                      | 15 de novembro de 1967  | 30 de janeiro de 1969                                 | Vice-prefeito eleito no cargo de titular                                                               |
| 20 | Clodoaldo Prates da Veiga      |                               | ARENA              | Francisco Assis Castro Mariman         | 31 de janeiro de 1969   | 30 de janeiro de 1973                                 | Prefeito e vice eleitos em sufrágio universal                                                          |
| 21 | Marcionilo Pacheco de Pacheco  |                               | ARENA              | José Francisco Grassi                  | 31 de janeiro de 1973   | 31 de janeiro de 1977                                 | Prefeito e vice eleitos em sufrágio universal                                                          |
| 22 | Pedro Antonio Pereira de Godoy |                               | MDB                | Marco Polo de Castro Mennet            | 1º de fevereiro de 1977 | 31 de dezembro de 1982                                | Prefeito e vice eleitos em sufrágio universal                                                          |
| 23 | Tapir Rocha                    |                               | PDT                | Cláudio Ferreira Allen                 | 1º de fevereiro de 1983 | 31 de dezembro de 1988                                | Prefeito e vice eleitos em sufrágio universal                                                          |
| 24 | Jorge Luiz Prates Chiden       |                               | PDT                | Pedro Negeliskii                       | 1º de janeiro de 1989   | 31 de dezembro de 1992                                | Prefeito e vice eleitos em sufrágio universal                                                          |
| 25 | Pedro Antonio Pereira de Godoy |                               | PMDB               | Francisco Guimarães Gutierres          | 1º de janeiro de 1993   | 31 de dezembro de 1996                                | Prefeito e vice eleitos em sufrágio universal                                                          |
| 26 | Eliseu Fagundes Chaves, Ridi   |                               | PT                 | Maria Ester Affonso Silveira Hesseling | 1º de janeiro de 1997   | 31 de dezembro de 2000                                | Prefeito e vice eleitos em sufrágio universal                                                          |
| 26 | Eliseu Fagundes Chaves, Ridi   | José Carlos Vieira da Rocha   | PT                 | 1º de janeiro de 2001                  | 31 de dezembro de 2004  | Prefeito reeleito e vice eleito em sufrágio universal | |
| 27 | Alex Sander Alves Boscainni    |                               | PT                 | Sérgio Antonio Kumpfer, Serginho (PT)  | 1º de janeiro de 2005   | 31 de dezembro de 2008                                | Prefeito e vice eleitos em sufrágio universal                                                          |
| 27 | Alex Sander Alves Boscainni    | Atidor da Silva da Cruz (PTB) | PT                 | 1º de janeiro de 2009                  | 31 de dezembro de 2012  | Prefeito reeleito e vice eleito em sufrágio universal | |
| 28 | Valdir Bonatto                 |                               | PSDB               | André Nunes Pacheco (PMDB)             | 1º de janeiro de 2013   | 31 de dezembro de 2016                                | Prefeito e vice eleitos em sufrágio universal                                                          |
| 29 | André Nunes Pacheco            |                               | PSDB / Sem partido | Valdir Jorge Elias (PMDB)              | 1º de janeiro de 2017   | 12 de fevereiro de 2020                               | Prefeito e vice eleitos em sufrágio universal cujo titular fora afastado do cargo pelo MP por 180 dias |
| 30 | Valdir Jorge Elias, Russinho   |                               | MDB                | —                                      | 12 de fevereiro de 2020 | 22 de julho de 2020, falecido de covid-19             | Vice-prefeito eleito no cargo de titular.                                                              |
| 31 | Evandro Rodrigues              |                               | DEM                | --                                     | 25 de julho de 2020     | 01 de Agosto de 2020                                  | Vice-Presidente da Câmara - Assumiu Após Falecimento do Prefeito.                                      |
| 32 | Nadim Harfouche                |                               | PSL                | --                                     | 02 de Agosto de 2020    | 20 de novembro                                        | Presidente da Câmara - Assumiu após nova eleição da Mesa diretora do Legislativo.                      |
| 33 | Valdir Bonatto                 |                               | PSDB               | Engenheiro Nilton Magalhães (PSDB)     | 01 de Janeiro de 2021   | 02 de Abril de 2022                                   | Prefeito e vice eleitos em sufrágio universal                                                          |
| 34 | Nilton Magalhães               |                               | PSDB               | --                                     | 03 de Abril de 2022     | 31 de Dezembro de 2024                                | Vice-prefeito eleito no cargo de titular.                                                              |
| 35 | Rafael Bortoletti              |                               | PSDB               | Maninho Fauri (PSDB)                   | 01 de Janeiro de 2025   | Presente                                              | Prefeito e vice eleitos em sufrágio universal                                                          |

A lista de todos os ex-Prefeitos de Viamão, bem como suas fotos, podem ser acessadas no site Viamão Antigo.